# كالي برجلاند
كالي برجلاند (بالسويدية: Kalle Berglund)‏ هو منافس ألعاب قوى سويدي، ولد في 11 مارس 1996 في Olofström Municipality ‏ في السويد.

## وصلات خارجية
- كالي برجلاند على موقع الاتحاد الدولي لألعاب القوى (الإنجليزية)
- كالي برجلاند على موقع أوليمبيديا (الإنجليزية)
- كالي برجلاند على موقع اللجنة الأولمبية السويدية (السويدية)